# Modulo M108d
Az Ikarus V127 (a 2015-ös jogviták óta Mabi-bus Modulo M108d) típusú városi autóbuszai PKD (partially knocked down kit) kísérleti kooperációban készültek a Budapesti Közlekedési Zrt. telephelyén és a Mabi-bus (később Ikarus Egyedi) gyártósorán.

## PKD konstrukció
A PKD konstrukció lényege, hogy a gyártó a karosszériát legyártja, majd a Budapesti Közlekedési Zrt. saját telephelyén szereli össze a Magyar Autóbuszgyártó Kft. által gyártásközi állapotban szállított Ikarus V127 autóbuszokat. Az alacsony padlós autóbuszokba korszerű Cummins dízelmotorokat szereltek, mely a legszigorúbb környezetvédelmi normáknak is megfelel. A váz fényezését és a részegységek beszerelését a BKV végezte, a szolgáltató az akkumulátorokat, a gumiabroncsokat, a jegykezelőket és a kamerarendszert biztosította. A szerződés eredetileg 3 autóbuszra szólt, de további 15 autóbusz került legyártásra a BKK által biztosított forrásokból.
A kedvező tapasztalatok nyomán a BKV újra tendert írt ki, 10 db (+opcionálisan további 40 db) busz legyártására, így újabb kocsik érkeztek a BKV-hoz (részben) PKD konstrukcióban, de már új néven (Modulo M108d). 2016. szeptember 10-én már 69 db szóló busz tartozott a BKV állományához, ezek közül 23 darab a gyártó Mabi tulajdona.
A műszaki tartalom számottevően nem változott az újabb daraboknál, a motor már teljesíti az Euro 6-os emissziós normát, az utastér némi áttervezésen esett át.
A járművek jelenleg (2023. március) az alábbi viszonylatokon teljesítenek szolgálatot:
| Buszjáratok |
| --- |
| 15, 21, 21A, 53, 57, 87, 87A, 102, 105, 107, 110, 112, 149, 154, 155, 156, 158, 187, 212, 212A, 212B, 221, 257, 901, 908, 918, 931A, 960, 979, 979A, 990 |